# Khalid El Boumlili
Khalid El Boumlili (* 10. April 1978 in Meknès) ist ein marokkanischer Marathonläufer.

## Werdegang
2004 gewann er den Marrakesch-Marathon in 2:10:49 h und qualifizierte sich damit für den Marathon der Olympischen Spiele in Athen, bei dem er allerdings das Ziel nicht erreichte. Im selben Jahr wurde er Sechster beim Amsterdam-Marathon.
2006 gewann er den Casablanca-Marathon, und 2008 wurde er Dritter beim Boston-Marathon in seiner persönlichen Bestzeit von 2:10:35. 2009 siegte er beim Rock ’n’ Roll Marathon.
Khalid El Boumlili ist 1,70 Meter groß und wiegt 61 kg.